# Thập niên 1900

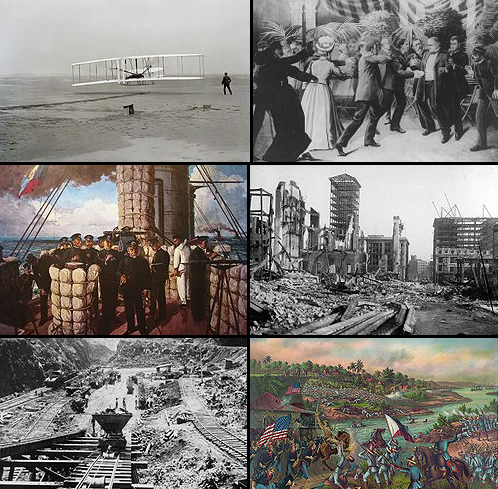
Từ trái, theo chiều kim đồng hồ: Anh em nhà Wright đạt được chuyến bay có người lái đầu tiên với máy bay, trong Kitty Hawk vào năm 1903; Tổng thống Hoa Kỳ William McKinley là bị ám sát vào năm 1901 bởi Leon Czolgosz tại Triển lãm Pan-American; Một trận động đất trên San Andreas Fault đã phá hủy phần lớn San Francisco, giết chết ít nhất 3.000 vào năm 1906; Mỹ giành quyền kiểm soát Philippines vào năm 1902, sau Chiến tranh Mỹ Philippines; Đá được di chuyển để xây dựng Kênh đào Panama; Đô đốc Togo trước Trận chiến Tsushima năm 1905, một phần của Chiến tranh Nga-Nhật, dẫn đến chiến thắng của Nhật Bản và thành lập sức mạnh vĩ đại.

Thập niên 1900 hay thập kỷ 1900 chỉ đến những năm từ 1900 đến 1909, kể cả hai năm đó. Không chính thức, nó cũng có thể bao gồm vài năm vào cuối thập niên trước hay vào đầu thập niên sau. Đây là thập kỷ đầu tiên của thế kỷ 20.